# Farnworth
Farnworth är en ort i distriktet Bolton, Storbritannien. Den ligger i Greater Manchester och riksdelen England, i den centrala delen av landet, 270 km nordväst om huvudstaden London. Farnworth ligger 102 meter över havet och antalet invånare är 25 680.
Terrängen runt Farnworth är huvudsakligen platt, men åt nordväst är den kuperad. Terrängen runt Farnworth sluttar söderut. Runt Farnworth är det mycket tätbefolkat, med 1 819 invånare per kvadratkilometer. Närmaste större samhälle är Bolton, 4,3 km nordväst om Farnworth. I omgivningarna runt Farnworth växer i huvudsak blandskog.